# Oersted (unità di misura)
L'oersted (simbolo Oe) è l'unità di misura del campo magnetizzante H (chiamato anche campo magnetico) nel sistema CGS. Usualmente però con il termine "campo magnetico" si intende quello che di solito si indica con il simbolo B. L'oersted  è definito come il campo magnetizzante prodotto al centro di una spira circolare e di raggio di un centimetro, con intensità di corrente uguale a 1/2π ampere.
In unità SI il campo H si misura in A/m. 1 oersted = 1000/(4π) A/m = circa 79,577 A/m
Questa unità prende il nome da Hans Christian Ørsted che condusse i primi esperimenti di elettromagnetismo nel 1820.